# برایتونگن
برایتونگن (به آلمانی: Breitungen/Werra) یک شهر در آلمان است که در اشمالکالدن-ماینینگن واقع شده‌است. برایتونگن ۵٬۲۱۳ نفر جمعیت دارد.